# 東坮駅
東坮駅（トンデえき、朝鮮語: 동대역）は、朝鮮民主主義人民共和国咸鏡南道端川市東坮洞にある駅で、虚川線に属する。 

## 隣の駅
虚川線
端川青年駅 - 東坮駅 - 下雲承駅